# Кавері
Кавері — річка в Індії, одна з найбільших річок Індії, у індусів вважається священною.

## Опис
Довжина річки становить близько 800 км, площа басейну річки — 80 тисяч км ². Річка бере початок на схилах Західних Гатів. У верхній течії річки багато водоспадів, окремі мають висоту до 91 метра. Води річки використовуються для зрошування. Є декілька гідроелектростанцій. У гирлі, нижньому і частково середній течії річка судноплавна.
Річка має безліч приток: Шімша, Хемаваті, Аркаваті, Хоннухоле, Лакшмана тіртха, Кабіні, Бхавані, Локапавані, Нойял, Амараваті.

## Каскад ГЕС
На річці розташовано ГЕС Sivasamudram, ГЕС Меттур, ГЕС Меттур-Нижня I.